# Elezioni primarie della Concertación del 1993
Le elezioni primarie presidenziali della Concertación de Partidos por la Democracia si sono svolte domenica 23 maggio 1993 per definire il candidato alle elezioni presidenziali del dicembre dello stesso anno della coalizione governatrice di centrosinistra.
A queste elezioni hanno partecipato due candidati: Eduardo Frei Ruiz-Tagle, figlio del defunto Presidente Eduardo Frei Montalva, sostenuto dal Partito Democratico Cristiano del Cile e Ricardo Lagos sostenuto dal Partito Socialista Cileno e Partito per la Democrazia.
Il vincitore è stato Frei che successivamente verrà eletto Presidente con il 57,98% dei voti al primo turno.

## Sviluppo delle elezioni
A queste elezioni parteciparono un esponente del Partito Democratico Cristiano del Cile e un altro della cosiddetta area progressista della coalizione rappresentata dal ricostituito Partito Socialista Cileno, rinato dopo anni di esclusione dalla politica, e dal Partito per la Democrazia formato da numerosi esponenti socialisti che decisero di fondare un nuovo partito durante gli ultimi anni della dittatura militare-fascista di Augusto Pinochet.
La DC prima di presentare il proprio candidato lo selezionò in una sorta di primarie interna e gli sfidanti furono Eduardo Frei Ruiz-Tagle, Gabriel Valdés e Andrés Zaldívar. Frei prevalse nettamente nei confronti dei suoi sfidanti di partito. Nell'area progressista fu proposta invece la candidatura del carismatico ex collaboratore del governo di Salvador Allende Ricardo Lagos che ha ricoperto anche l'incarico di ministro dell'Istruzione del primo governo democratico di Patricio Aylwin.
Sebbene alle primarie parteciparono solo gli iscritti e i militanti dei partiti parteciparono quasi mezzo milione di persone. Eduardo Frei Ruiz-Tagle con il 64% dei voti ha vinto le elezioni ed è stato proclamato candidato unico di tutta la coalizione. Tra i principali punti programmatici di Frei figurano la riduzione della povertà che Aylwin ha già ridotto notevolmente oltreché la continuazione del processo di transizione alla democrazia e del risanamento economico.

## Risultati
I risultati delle elezioni primarie furono:
| Regione                                           | Iscritti | Iscritti | Iscritti | Iscritti | Militanti | Militanti | Militanti | Militanti |
| Regione                                           | Lagos    | Lagos    | Frei     | Frei     | Lagos     | Lagos     | Frei      | Frei      |
| Regione                                           | Voti     | %        | Voti     | %        | Voti      | %         | Voti      | %         |
| ------------------------------------------------- | -------- | -------- | -------- | -------- | --------- | --------- | --------- | --------- |
| Regione di Tarapacá                               | 3.260    | 44,79    | 4.019    | 55,21    | 984       | 45,70     | 1.169     | 54,30     |
| Regione di Antofagasta                            | 4.583    | 45,62    | 5.464    | 54,38    | 1.079     | 40,16     | 1.608     | 59,84     |
| Regione di Atacama                                | 1.996    | 43,16    | 2.629    | 56,84    | 629       | 53,26     | 552       | 46,74     |
| Regione di Coquimbo                               | 5.025    | 39,67    | 7.642    | 60,33    | 1.772     | 45,30     | 2.140     | 54,70     |
| Regione di Valparaíso                             | 12.331   | 33,69    | 24.269   | 66,31    | 3.886     | 30,86     | 8.707     | 69,14     |
| Regione del Libertador General Bernardo O'Higgins | 4.162    | 30,68    | 9.403    | 69,32    | 1.680     | 33,75     | 3.298     | 66,25     |
| Regione del Maule                                 | 6.064    | 30,48    | 13.829   | 69,52    | 2.239     | 34,28     | 4.292     | 65,72     |
| Regione del Biobío                                | 11.273   | 31,80    | 24.173   | 68,20    | 3.011     | 38,58     | 4.794     | 61,42     |
| Regione dell'Araucanía                            | 4.036    | 23,77    | 12.941   | 76,23    | 1.583     | 32,49     | 3.289     | 67,51     |
| Regione di Los Lagos                              | 7.237    | 32,48    | 15.044   | 67,52    | 3.160     | 41,22     | 4.506     | 58,78     |
| Regione di Aysén                                  | 791      | 37,88    | 1.297    | 62,12    | 363       | 41,77     | 506       | 58,23     |
| Regione delle Magellane e dell'Antartide Cilena   | 3.256    | 45,74    | 3.862    | 54,26    | 977       | 49,62     | 992       | 50,38     |
| Regione Metropolitana di Santiago                 | 41.011   | 39,35    | 63.201   | 60,65    | 15.089    | 42,24     | 20.630    | 57,76     |
| Totale                                            | 105.025  | 35,87    | 187.773  | 64,13    | 36.452    | 39,22     | 56.483    | 60,78     |